# Samtgemeinde Harsefeld
De Samtgemeinde Harsefeld is een Samtgemeinde in de Duitse deelstaat Nedersaksen. Het is een samenwerkingsverband van 4 kleinere gemeenten in het zuiden van Landkreis Stade. Het bestuur is gevestigd in Harsefeld.

## Deelnemende gemeenten

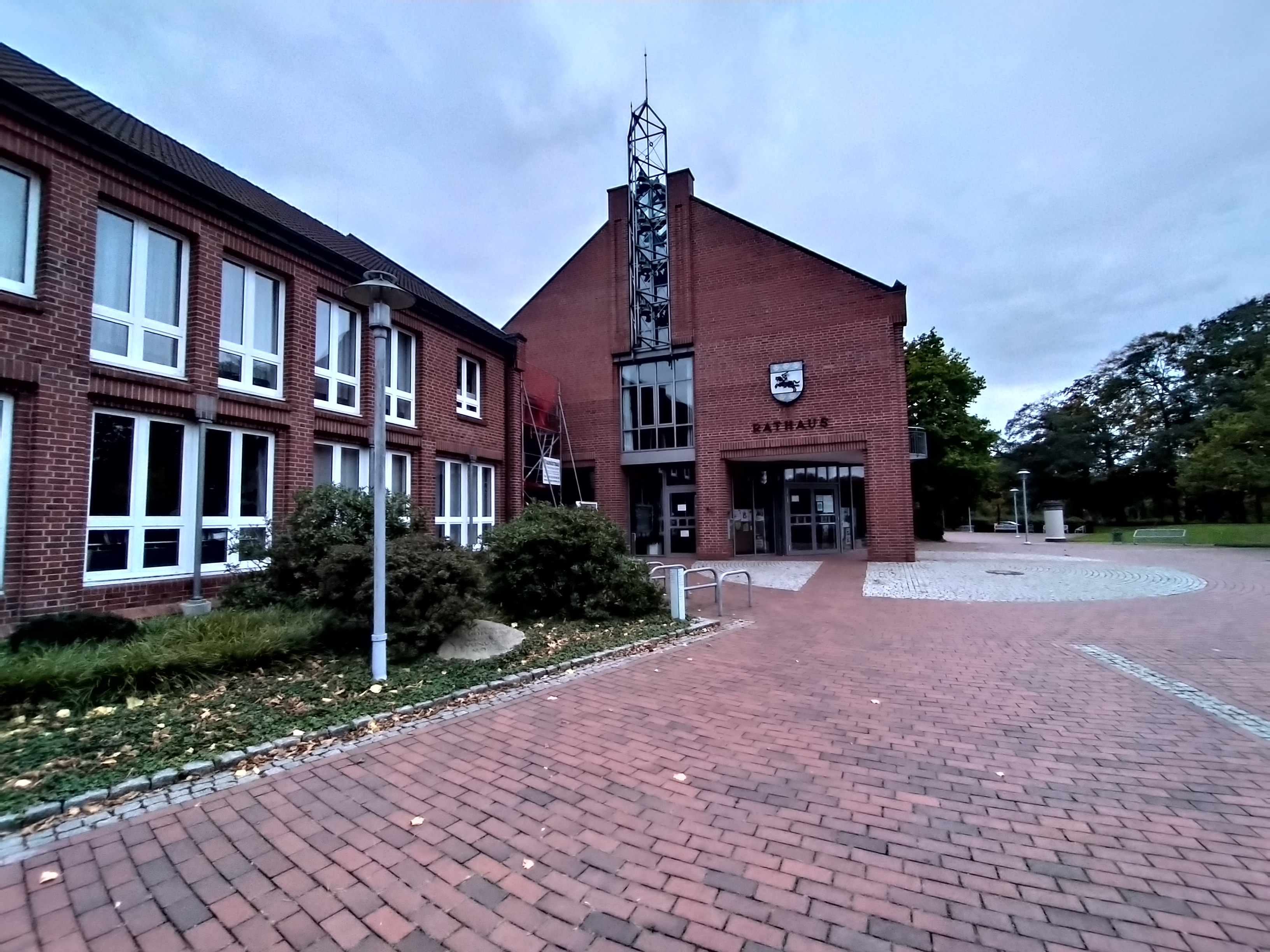
Gemeentehuis

- Flecken Harsefeld, zetel van het bestuur van de Samtgemeinde
- Ahlerstedt, 7-9 km ten zuidwesten van Harsefeld
- Bargstedt, 4 km ten westen van Harsefeld
- Brest, 8 km ten westen van Harsefeld

## Geografie, infrastructuur
De Samtgemeinde grenst in het zuidwesten o.a. aan de Samtgemeinde Selsingen, die deel uitmaakt van de Landkreis Rotenburg (Wümme).
De Samtgemeinde ligt 40 à 50 km ten zuidwesten van de stad Hamburg, in een als geestgrond (Geest) aangeduid, 10-40 m boven de zeespiegel liggend landschap, dat afwisselend uit landbouwgrond, hoogveen en kleine bossen bestaat. Erdoorheen stroomt een bochtig, onbevaarbaar riviertje, dat de naam Aue draagt en dat noordoostwaarts naar Horneburg stroomt, daar overgaat in de Lühe , en uitelndelijk bij Grünendeich uitmondt in de Elbe. De Aue wordt op veel plaatsen door fraaie natuur omgeven, waaronder percelen ooibos.
Door de Samtgemeinde loopt van Station Harsefeld een spoorlijn westwaarts in de richting van Bremervörde (zie: Spoorlijn Bremerhaven-Wulsdorf - Buchholz) en oostwaarts richting Buxtehude, zie: Spoorlijn Buxtehude - Harsefeld. Aan de lijn naar Bremervörde liggen bij Bargstedt en Brest spoorweghaltes, waar ieder uur een reizigerstrein stopt.
Grote verkeerswegen in en naar de Samtgemeinde ontbreken. Zie voor informatie over wegverbindingen onder : Harsefeld en Ahlerstedt.

## Bezienswaardigheden, toerisme
Verspreid door de Samtgemeinde liggen enkele bossen en hoogvenen, die de status van natuurreservaat hebben. Zie onder: Harsefeld. De enige vermeldenswaardige vorm van toerisme in de Samtgemeinde is het fietstoerisme. Het natuurschoon is ook door enige wandelpaden ontsloten.
Agathenburg · 
Ahlerstedt · 
Apensen · 
Balje · 
Bargstedt · 
Beckdorf · 
Bliedersdorf · 
Brest · 
Burweg · 
Buxtehude · 
Deinste · 
Dollern · 
Drochtersen · 
Düdenbüttel · 
Engelschoff · 
Estorf · 
Fredenbeck · 
Freiburg (Elbe) · 
Großenwörden · 
Grünendeich · 
Guderhandviertel · 
Hammah · 
Harsefeld · 
Heinbockel · 
Himmelpforten · 
Hollern-Twielenfleth · 
Horneburg · 
Jork · 
Kranenburg · 
Krummendeich · 
Kutenholz · 
Mittelnkirchen · 
Neuenkirchen · 
Nottensdorf · 
Oederquart · 
Oldendorf · 
Sauensiek · 
Stade · 
Steinkirchen · 
Wischhafen